# Schizocosa ocreata
Schizocosa ocreata este o specie de păianjeni din genul Schizocosa, familia Lycosidae. A fost descrisă pentru prima dată de Nicholas Marcellus Hentz în anul 1842. Conform Catalogue of Life specia Schizocosa ocreata nu are subspecii cunoscute.